# Muzeul „Casa Domnească” Brebu
Muzeul „Casa Domnească” Brebu este un muzeu județean din Brebu Mănăstirei, județul Prahova, România. Casa face parte din complexul arhitectural medieval Brebu, alături de biserica fostei mănăstiri, zidul de incintă și turnul-clopotniță, complex ce reprezintă unul dintre cele mai importante monumente istorice din secolul al XVII-lea din județ. Casa Domnească are plan dreptunghiular și ziduri groase, spațiul de locuit format din opt încăperi, terasă prevăzută cu loggie și foișor. În spațiul Casei Domnești, Muzeul de Istorie și Arheologie al județului Prahova a organizat o expoziție de istorie și artă feudală. Sunt prezentate exponate care atestă dezvoltarea agriculturii, meșteșugurilor și comerțului în secolele XVII-XVIII, precum și înflorirea economică a Țării Românești în această epocă. În cadrul expoziției, două dintre săli sunt rezervate dezvoltării culturii, artei tipografice care cunoaște o stralucită înflorire în timpul domnitorilor Matei Basarab si Constantin Brâncoveanu Sunt expuse și câteva cărți vechi românești: Pravila de la Govora din anul 1640 și Îndreptarea Legii, tipărită la Târgoviște în anul 1652, considerate cărți de căpătâi pentru efortul de întocmire a unui sistem legislativ autohton. Biblia de la București din anul 1688 - monument de limbă literară românească, sau cărți realizate de mitropolitul Dosoftei și Antim Ivireanul la Snagov. Colecția mai cuprinde piese deosebite de artă plastică și decorativă: icoane vechi, veșminte, costume boierești din catifea cu fir de aur și argint, podoabe și bijuterii de epocă.